# Halston
Roy Halston Frowick (23. dubna 1932 – 26. března 1990), známý mononymně jako Halston, byl americký módní návrhář, který se mezinárodně proslavil v 70. letech 20. století.
Jeho minimalistické, čisté designy, často vyrobené z kašmíru nebo ultrasemiše, byly novým fenoménem diskoték v polovině 70. let a redefinovaly americkou módu. Halston byl známý svou tvorbou uvolněného městského životního stylu pro americké ženy. Byl často fotografován ve Studiu 54 se svými blízkými přáteli Lizou Minnelliovou, Biancou Jagger, Joe Eulou a Andy Warholem.
Na počátku 50. let minulého století, během studia na School of the Art Institute of Chicago, začal své podnikání navrhováním a výrobou dámských klobouků. Získal si známou klientelu a v roce 1957 otevřel obchod na chicagské Magnificent Mile. Později se stal hlavním kloboučníkem pro luxusní obchodní dům Bergdorf Goodman v New Yorku. Jeho sláva vzrostla, když v roce 1961 navrhl klobouk, který měla Jacqueline Kennedyová na inauguraci svého manžela, prezidenta Johna F. Kennedyho. Na konci 60. let se Halston přeorientoval na dámské oblečení a otevřel butik na Madison Avenue v New Yorku s konfekcí. Po několika neuvážených obchodních rozhodnutích nakonec v 80. letech ztratil kontrolu nad svým módním domem. Zemřel na rakovinu související s AIDS v roce 1990 ve věku 57 let.

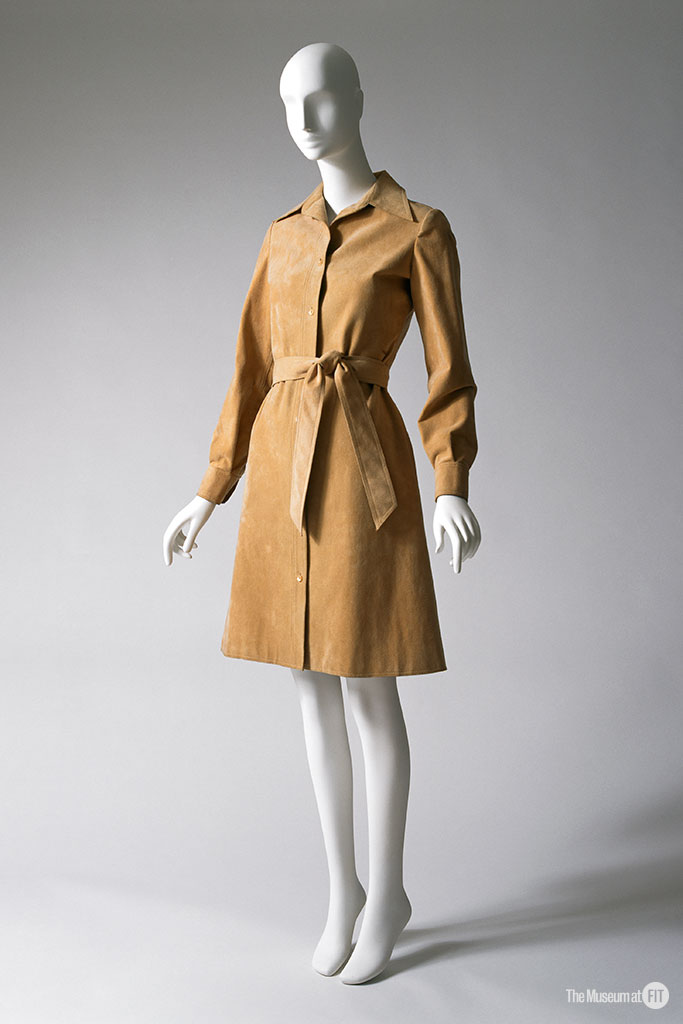
Ultra semišové košilové šaty Halston, 1972

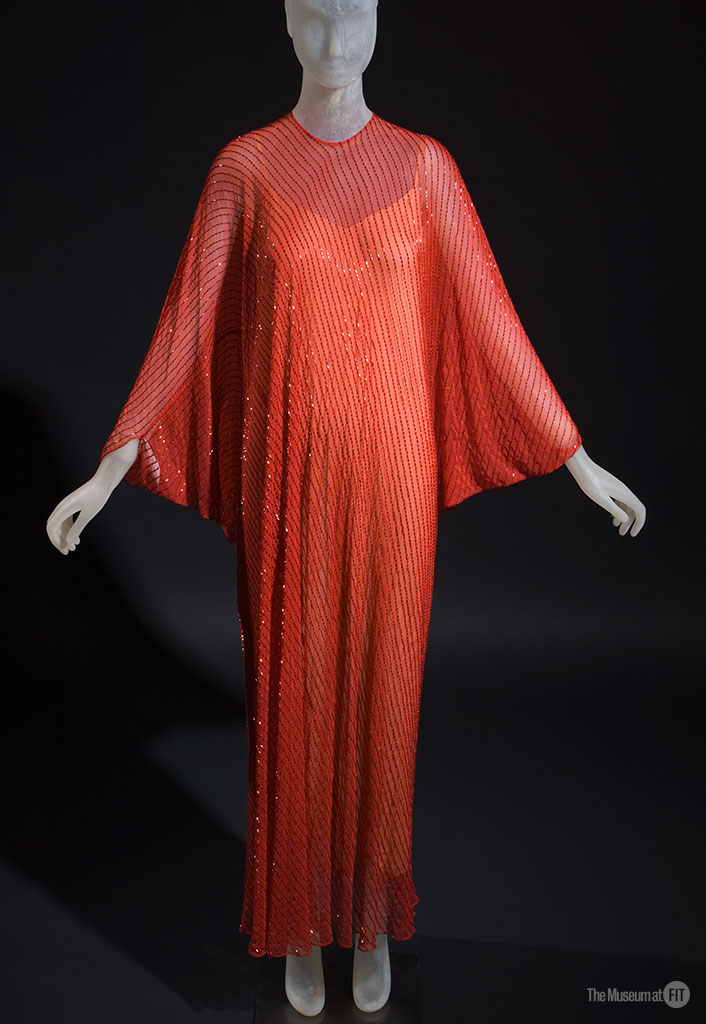
Večerní kaftan Halston, 1977